# Noordkant (Willemstad)
Noordkant – osada (buurt) w dzielnicy Rancho, miasta Willemstad, w dystrykcie Willemstad, w kraju autonomicznym Curaçao, należącym do Holandii, w Ameryce Południowej. 20 października 2023 r. była niezamieszkana. Leży na wschodnim wybrzeżu wyspy.